# Dales-Pony
Das Dales-Pony ist eine kleine Pferderasse von der Ostseite der Pennines im Norden Englands. Sie verfügen über große Ausdauer und wurden als Packpferde genutzt.
Hintergrundinformationen zur Pferdebewertung und -zucht finden sich unter: Exterieur, Interieur und Pferdezucht.

## Exterieur
Sie haben üblicherweise kräftige Beine und einen sehr feinen Behang. Die Ponys stehen kompakt und sind stämmig. Sie haben eine kräftige Statur mit muskulöser Kruppe. Die Beine sind kurz und haben starke Gelenke und Röhren.
Der Hals ist kurz und dünn mit einer üppigen Mähne.
Die meisten Dales sind schwarz oder dunkelbraun (Winterrappen), obwohl es auch graue oder kastanienbraune gibt. Auch Schimmel kommen vor. Das Stockmaß beträgt zwischen 135 und 147 cm.

## Interieur
Das Dales-Pony ist eine sehr robuste Rasse, leicht zu halten und verfügt über große Ausdauer und Zuverlässigkeit.
Sie sind sehr ausgeglichen und vernünftig, ideal auch für Kinder.

## Zuchtgeschichte
Das Dales-Pony entwickelte sich aus dem örtlichen Pennine-Pony und dem heute ausgestorbenen schottischen Galloway, das Geschwindigkeit und Trittsicherheit einbrachte. Friesen wurden ebenfalls dazugekreuzt.
Ursprünglich wurden die Ponys als Packpferde gezüchtet, um schweres Bleierz durch die Regionen Northumberland und Durham zu den Hütten zu ziehen.
Durch ihre Wendigkeit, Kraft und Geschwindigkeit traten sie erfolgreich bei Trabrennen im 18. Jahrhundert an und wurden auch auf der Jagd eingesetzt. Weil sie so gut mit rauem Klima zurechtkamen, wurden sie von der Britischen Armee als Pack- und Artilleriepferde genutzt.
Im 18. und 19. Jahrhundert wurden die Rassen Clydesdale, Norfolk Trotter und Yorkshire Roadster hinzugemischt, um den Trab zu verbessern. Um 1850 wurde Welsh-Cob dazugezüchtet, um die Gänge zu verbessern. Die Dales Pony Improvement Society wurde 1916 gegründet, um die Zukunft der Rasse zu sichern. Da jedoch im Ersten Weltkrieg sehr viele Tiere eingesetzt wurden und umkamen, wurde die Rasse fast ausgelöscht. Es dauerte bis 1963, dem Gründungsjahr der Dales Pony Society, bis die Zahl der Tiere wieder zunahm.

## Dales-Ponys heute
Heute werden die Dales-Ponys wegen ihrer großen Ausdauer und dem ausgeglichenen Temperament hauptsächlich zum Reiten eingesetzt. Tagesritte gehören ebenso zum Einsatzgebiet wie Langstreckenritte, aber auch Dressur, Fahren, Springen und Vielseitigkeitsreiten.
Kleine Herden von Dales-Ponys streifen heute noch frei durch die östlichen Pennines.